# Matilda Paulsson
Matilda Paulsson, född 9 juli 1974 i Lund är en svensk operasångare (mezzosopran).
Paulsson har studerat vid Kungliga Musikhögskolan i Stockholm, Royal Academy of Music i London och Operahögskolan i Stockholm.
Hon har bland annat sjungit vid Kungliga Operan, Göteborgsoperan och Folkoperan i Stockholm samt vid Det Kongelige Teater i Köpenhamn och Nationaloperan i Helsingfors. Hon har också framträtt som konsertsångare.
Paulsson har givit ut två soloalbum: Junge liebe på Caprice och Der Ton på Sterling.

## Framträdanden i urval
- Magda Goebbels i Zarah av Anders Nilsson, Folkoperan 2007.
- Oktavian i Rosenkavaljeren av Richard Strauss, i Kungliga Operan i Stockholm, Hannover och Kiel 2008.
- Erika i Vanessa av Samuel Barber, Malmö Opera 2009.
- Kompositören i Ariadne på Naxos av Richard Strauss vid Det Kongelige Teater i Köpenhamn 2009.
- Arsamenes i Xerxes av Georg Friedrich Händel i Kungliga Operan i Stockholm 2009 och 2010.
- Cherubin i Figaros bröllop av Wolfgang Amadeus Mozart i Kungliga Operan i Stockholm 2011 och Wermland Opera 2014.
- Titelrollen i Carmen av Georges Bizet vid Opera på Skäret, Helsingfors nationalopera 2011 och Kungliga Operan i Stockholm 2012.
- Donna Elvira i Don Giovanni av Wolfgang Amadeus Mozart, Opera Hedeland i Roskilde 2012.
- Meg Page i Falstaff på Läckö Slottsopera 2014.[2]
- Hans i Hans och Greta vid Göteborgsoperan 2014–2015.[3]